# دریاچه چوسوفسکویه
دریاچه چوسوفسکویه (روسی: Чусовское) یک دریاچه در سرزمین پرم کشور روسیه است.